# Kleutsch
Kleutsch ist eine Ortschaft von Dessau-Roßlau, einer kreisfreien Stadt im Bundesland Sachsen-Anhalt. Er liegt ca. sieben Kilometer südöstlich vom Stadtzentrum entfernt.

## Geschichte
Die Schreibweise des Ortsnamens entwickelte sich wie folgt: 1144 Cluze, 1149 Cluci, 1179 Chluze, 1205 Cluce, 1400 Klütz.
Den Burgward Cluze, dessen Grenzen Mulde, Nitlawe (jetzt wahrscheinlich Netzlache), Löbben und Zprutawe (?) angegeben werden, kaufte 1144 Abt Arnold von Nienburg von einem gewissen Suidiger. Aus den Jahren 1149 und 1158 erfahren wir, dass das Kloster Nienburg begann, das erworbene Land zu kolonisieren. Ab dem Jahr 1179 waren zwei Orte vorhanden, Großkleutsch (Cluze major) und Kleinkleutsch (Cluze minor). Die Größe der Dörfer wurde 1205 mit 31 Hufen für Großkleutsch und 7 Hufen für Kleinkleutsch angegeben. Die Gerichtsbarkeit wurde 1297 vom Kloster übernommen. Ende 15. und zum Anfang des 16. Jahrhunderts waren beide Dörfer wüst, die Marken gehörten dem Ritter von Lambsdorf, der seinen Sitz in Sollnitz hatte. Dieser gründete das Dorf 1541 neu. Es wurden Kossäten angesetzt, Häuser gebaut und eine Schenke gegründet. Die Gerichtsbarkeit blieb weiterhin in den Händen derer von Lambsdorf. 1547 waren 29 Kossäten sesshaft und 1865 wurde die Anzahl von 34 erreicht.
Am 24. Januar 1936 stürzte während eines Testfluges in der Nähe von Kleutsch ein Flugzeug ab. Der Pilot Willy Neuenhofen und sein Mechaniker verunglückten hierbei tödlich.
1952 wurde Kleutsch aus dem Landkreis Köthen herausgelöst und in den neu gebildeten Kreis Gräfenhainichen des Bezirkes Halle eingegliedert. Am 1. Juli 1994 erfolgte die Eingemeindung nach Dessau.